# Комаров Василь Іванович
Василь Іванович Комаров (справжнє ім'я — Василь Терентійович Петров, 1877 або 1878, Вітебська губернія, Російська імперія — 1923) — перший достовірний радянський серійний вбивця, який орудував у Москві у 1921—1923 роках. Його жертвами стали щонайменше 33 особи, але він був звинувачений лише у 29 вбивствах.

## Біографія
Василь Петров народився у Вітебській області в багатодітній родині робітника. Уся його родина страждала на алкоголізм, і Василь з 15 років почав вживати оковиту. Служив у російській імператорській армії 4 роки по військовій повинності. У віці 28 років одружився.
Під час Російсько-японської війни 1904—1905 років Петров їздив на Далекий Схід, де заробив велику суму грошей, проте незабаром витратив їх на подорожі. Тоді він влаштувався на військовий склад, який незабаром обікрав, за що й потрапив до в'язниці, де за вироком суду провів 1 рік. Поки Петров відбував покарання, його дружина померла від холери. Після звільнення Петров оселився у Ризі, де одружився вдруге на полячці-вдові Софії, у якої було двоє дітей. Так і не покинувши своєї згубної звички — зловживання алкоголем, Петров часто бив дружину і дітей. Під час першої світової війни, коли німецькі війська вступили в Прибалтику, Петров переїжджає 1915 року на Надволжя.
Після Жовтневої революції 1917 року Петров вступив в Червону Армію, навчився грамоті, дослужився до посади чотового командира. Під час бойових дій потрапив у полон до Добровольчої армії генерала Денікіна, але зумів звільнитися. Після звільнення, аби не потрапити під суд військово-революційного трибуналу, Петров змінює своє ім'я, і стає Василем Івановичем Комаровим. Після Громадянської війни, у 1920 році, Комаров переїжджає до Москви, та оселяється в будинку по вулиці Шаболовка, 26. Там же він став працювати візником, також здійснив ряд крадіжок. Крадене він збував на ринку.
Комаров став вбивати в лютому 1921 року, коли Ленін оголосив НЕП і дозволив тим самим приватне підприємництво. Комаров здійснював всі злочини за одним сценарієм: знайомився з клієнтом, який бажав придбати той чи інший товар, приводив до свого помешкання, напував горілкою, потім вбивав ударами молотка, іноді душив, а потім упаковував тіла в мішок і ретельно ховав. У 1921 році він здійснив близько 17 вбивств, за наступних два роки — ще близько 12 вбивств, хоча сам він зізнався згодом у 33 вбивствах. Тіла були виявлені у річці Москві, в зруйнованих будинках, закопаними в землю. За словами Комарова, вся процедура займала не більше півгодини. У 1922 році у Комарова народився син. Взимку 1922 року дружина Комарова дізналася про вбивства, але поставилася до цього спокійно, більше того, брала участь в останніх вбивствах.
Щойно створена міліція почала розслідування лише після того, як на початку 1923 року був виявлений труп однієї з жертв Комарова. Міліціонери розшукали Комарова. 17 березня 1923 року вони навідалися до його помешкання, але серійний вбивця вистрибнув через вікно і втік. За добу його затримали неподалік села Нікольське Московської області. Більшість тіл жертв Василя Комарова були виявлені лише після його затримання. Комаров з особливим цинізмом і задоволенням розповідав про вбивства. Він запевняв, що мотивом його злодіянь була користь, що вбивав він лише спекулянтів, проте всі його вбивства принесли йому близько 30 доларів за тодішнім курсом. Під час вказання місць поховань працівники міліції відтіснили від Комарова розлючений людський натовп.
Маніяк не розкаювався у скоєних злочинах, більш того, казав, що був готовий здійснити ще близько 60 вбивств. Судово-психіатрична експертиза визнала Комарова осудним, хоча і визнала його алкогольним дегенератом та психопатом. Суд засудив Василя Комарова та його дружину Софію до вищої міри покарання — розстрілу. Того ж 1923 року вирок був виконаний.

### У масовій культурі
- Злочинам Василя Комарова присвячений нарис М. А. Булгакова «Комаровська справа».
- Також Комаров згадується в романі Ільфа і Петрова «Одноповерхова Америка».